# Giorgio Vasari
Giorgio Vasari (født 30. juli 1511, i Arezzo, Toscana, død 27. juni 1574, i Firenze) var en italiensk maler, arkitekt og kunstnerbiograf. Vasari blev uddannet maler hos Andrea del Sarto, men fungerede også som arkitekt inspireret af Michelangelo, og påbegyndte blandt andet byggeriet af Uffizi-galleriet.
Giorgio Vasari er mest kendt som forfatter til bogen Le Vite delle più eccellenti pittori, scultori, et architettori ("Om de mest fremragende malere, skulptører og arkitekters liv"). Det omfattende værk gør ham til en af verdens første kunsthistorikere, og han er blandt de første, der anvender udtrykket "renæssancen".

## Ekstern henvisning
- De bedste kunstneres levned… (på italiensk)
- Hjemmeside til Vasari-museet i Arezzo (på italiensk) Arkiveret 5. april 2017 hos  Wayback Machine
- Vasari og kunsthistorien (på dansk)